# Auguste Döll
Auguste Döll (* 21. Juli 1871 in Wien; † 26. August 1955 in Klosterneuburg) war eine österreichische Malerin.

## Leben
Auguste Dölls Eltern waren Eduard Döll (1836–1908), ein in Wien tätiger Realschuldirektor, Lehrer und Mineraloge, und Sidonie Döll († 1895), eine Tochter des Mineralogen und Geologen Wilhelm von Haidinger und Enkelin des Glasmalers Gottlob Samuel Mohn. Sie heirateten 1869 und bekamen zwei Töchter und zwei Söhne. Nach dem Tod der Mutter führte Auguste Döll den Haushalt ihres Vaters und unterstützte ihn bei seinen Arbeiten. Sie wohnten in der Hirschengasse 11 im  6. Wiener Bezirk.
Auguste Döll war eine Schülerin von August Schaeffer und wirkte als Stillleben- und Landschaftsmalerin.  Die Motive für ihre Blumenstücke fand sie unter anderem im Wiener Wald und auf jährlichen Ausflügen in die Steiermark. Ihr Wissen gab sie an eine Reihe von Schülerinnen weiter.
Ab 1894 beschickte Döll Ausstellungen im Wiener Künstlerhaus. Häufig stellte sie auch mit dem Albrecht-Dürer-Verein aus, eine ebenfalls in Wien aktive Künstlervereinigung. 1908 hatte sie dort eine gut besuchte Kollektivausstellung. Außerhalb Wiens waren ihre Werke unter anderem im Rudolfinum Prag, Künstlerhaus Salzburg, Kunstverein Budapest sowie in Baden-Baden und Wiesbaden zu sehen.
Auguste Döll starb 1955 im Alter von 84 Jahren in Klosterneuburg.

## Werk
Auguste Döll malte Landschaften sowie Stillleben mit Blumen, Früchten und Geflügel. Sie arbeitete in Öl, Aquarell und Gouache. Der zeitgenössische Kunstkritiker Adalbert Seligmann schrieb im Rahmen einer Besprechung der 1907 stattfindenden Jahresausstellung des Albrecht-Dürer-Vereins über ihre Werke: „Die peniblen und fleißigen Blumenstudien von Auguste Döll sind mir in ihrer anspruchslosen Ehrlichkeit lieber als manches süffisant Genialtuende, hinter dem oft doch nur Dilettantismus steckt“. Das  Neue Wiener Tagblatt lobte Dölls 1908 stattfindende Kollektivausstellung, diese präsentiere sich „sehr hübsch mit vielen Frucht- und Blumenstücken, in denen Geschmack, gute Beobachtung, feiner Farbensinn und eine engagierte Pinselführung sich zu schönen Wirkungen vereinigen“. Auch versuche sich Döll „nicht ohne Glück in der Landschaft“.
Werke (Auswahl)
- Blumen (Chrysanthemen), 1893 Prager Kunstausstellung, Rudolfinum[11]
- Weintrauben, Öl, 1894 Ausstellung Wiener Künstlerhaus[12]
- Frühlingsboten und Rebhühner, Öl, 1895 Jahresausstellung Wiener Künstlerhaus[13]
- Kastanienblüten, 1895 Gemäldeausstellung des Steiermärkischen Kunstvereins, Graz[14]
- Veilchen, Öl, Jahresausstellung Wiener Künstlerhaus 1896[15]
- Frühlingsblumen und Erdbeeren, 1897 Ausstellung des Oberösterreichischen Kunstvereins, Linz[16]
- Roßkastanien, 1904 Prager Kunstausstellung
- Gartenerdbeeren, Gouache, und Wiesenblumenstrauß, 1906 Wiener Künstlerhaus (Aquarellistenclub)[17]
- Caltha, 1907 Ausstellung Wiener Künstlerhaus[18]
- Mimosen, Gouache, Gartenmohn, Himbeeren, Pfingstrosen, Öl, Alter Hausgang, Sommermotiv aus Obersteiermark, Blick aus einem Fenster, Gartenstudie, Frühlingsboten, Aquarell, Wiesenblumen mit Ribisel, Öl, 1908 Kollektivausstellung im Albrecht-Dürer-Verein
- Blühende Wiese in Südtirol, 1911 Wiener Künstlerhaus[19]
- Heidemotiv aus Nordböhmen, 1912 Wiener Künstlerhaus[20]
- Bozener Trauben, 1912 Ausstellung des Albrecht-Dürer-Vereins[21]
- Kronenwicke, 1916 Ausstellung VBKÖ[22]
- Ein klarer Herbstabend, Federzeichnung und Gouache, 1921 Ausstellung Wiener Künstlerhaus (Aquarellistenclub)[23]
- Nebellandschaft, Palmsonntag[4]

## Ausstellungen (Auswahl)
- 1893, 1894, 1895, 1904: Prager Kunstausstellung, Rudolfinum
- 1894, 1895, 1896, 1897, 1906, 1907, 1911, 1912, 1921: Wiener Künstlerhaus
- 1895: Steiermärkischer Kunstverein, Graz
- 1897: Oberösterreichischer Kunstverein, Linz
- 1904, 1905, 1906, 1907, 1908 (Kollektivausstellung), 1909, 1910, 1912, 1913: Albrecht-Dürer-Verein, Wien
- 1912: Galerie Miethke, Wien[24]
- 1916: Vereinigung bildender Künstlerinnen Österreichs (VBKÖ), Wien
- 1930, 1931: Segantinibund, Wien[25]